# دانشگاه کینگستون

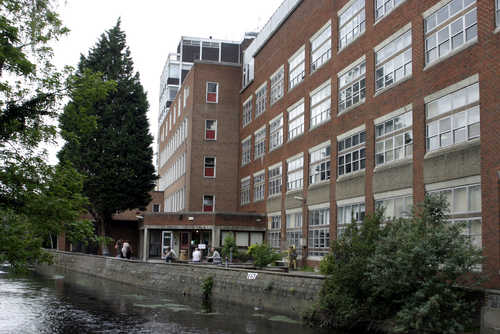
نمایی از دانشگاه کینگستون در شهر لندن، انگلستان - ۲۰۰۷

دانشگاه کینگستون یکی از دانشگاه‌های انگلستان در لندن است. این دانشگاه در سال ۱۸۹۹ تأسیس شد و در ابتدا نام آن «پلی‌تکنیک کینگستون» بود که در سال ۱۹۹۲ به دانشگاه تبدیل شد.